# Dennis Gabor
Dennis Gabor (Hongaars: Gábor Dénes) (Boedapest, 5 juni 1900 – Londen, 9 februari 1979) was een Hongaars-Brits natuurkundige en hoogleraar. Gabor was de uitvinder van de holografie, en ontving hiervoor in 1971 de Nobelprijs voor Natuurkunde.

## Biografie
Dennis Gabor werd op 5 juni 1900 geboren in een joods gezin in Boedapest. Hij was de oudste zoon van Bertalan, directeur van een mijnbedrijf, en Adrienne "Ady" Gábor. Tijdens de Eerste Wereldoorlog vocht hij met het Hongaarse leger in noord Italië. In 1918 begon hij met studeren aan de Technische en Economische Universiteit Boedapest. Later studeerde hij elektrotechniek aan de Technische Universiteit Charlottenburg, tegenwoordig de Technische Universiteit Berlijn, alwaar hij in 1927 promoveerde. Zijn proefschrift betrof het meten van bliksem-geïnduceerde stroompieken in hoogspanningslijnen. Om deze stroompieken te meten ontwikkelde Gabor een speciale kathodestraalbuisoscilloscoop met een zeer snelle responstijd.
Aanvankelijk werkte Gabor voor Siemens & Halske, van 1927 tot 1933, maar nadat Hitler in nazi-Duitsland aan de macht was gekomen week Gabor via Hongarije uit naar Groot-Brittannië. Hier ging hij bij British Thomson-Houston (BTH) werken in Rugby. In 1936 trouwde hij met Marjorie Louise Butler, een collega bij BTH. Het huwelijk bleef kinderloos. In 1946 verkreeg hij de Britse nationaliteit.
In 1947 ontdekte hij de holografie waarvoor hij in 1971 de Nobelprijs zou ontvangen. In 1948 vertrok hij naar het Imperial College London in Londen. Van 1958 tot aan zijn pensioen in 1967 werkte hij hier als professor in de technische natuurkunde. Het merendeel van zijn pensionering bracht hij door in Italië. Naast de wetenschap hield Gabor zich intensief bezig met maatschappelijke problemen; zo was hij lid van de Club van Rome. Met Umberto Columbo en andere wetenschappers schreef hij in 1979 het rapport: "Beyond the Age of Waste: A Report to the Club of Rome".

## Werk
Gabor deed onderzoek op het gebied van de elektronenmicroscopie, de fysische optica, plasma's en gasontladingen en televisietechniek. In 1947 ontdekte hij holografie – fotografie van driedimensionale beelden – toen hij bezig was om de resolutie van afbeeldingen van de elektronenmicroscoop te verbeteren. In tegenstelling tot een gewone foto pakt een hologram alle details van de lichtgolven die een object terugkaatst. Echter, de vroege ontwikkeling werd gehinderd door ontoereikende lichtbronnen. De door Gabor gebruikte kwikbooglamp zorgde voor wisselende resultaten.
Pas na de uitvinding van de laser in 1960 kwam er een lichtbron beschikbaar die ideaal was voor het vastleggen van hologrammen. Met behulp van een laser wisten de Amerikanen Juris Uptanieks en Emmett Leith in 1962 en de Rus Yuri Denisyuk in 1963 met succes het eerste echte hologram te maken.
Naast holografie voerde Gabor opmerkingswaardige verbeteringen door op het gebied van onder andere de communicatietheorie, elektronenmicroscopie, hogesnelheidsoscilloscopen, fysische optica, stereoscopische cinematografie en de televisietechnologie. Er staan meer dan 100 patenten op zijn naam.

## Erkenning
Naast de Nobelprijs voor de Natuurkunde in 1971 mocht Gabor diverse prijzen en eredoctoraten in ontvangst nemen, waaronder onder andere de:
- Thomas Young Medal (1967) van de Physical Society of Londen
- Cristoforo Colombo Prize (1967) van Int. Inst. Communications, Genua
- Rumford Medal (1968) van de Royal Society of Londen
- Albert Michelson Medal (1968) van het Franklin Institute
- IEEE Medal of Honor (1970)
- Eredoctoraat (1970) van de Universiteit van Southampton
- Eredoctoraat (1971) van de Technische Universiteit Delft
- Prix Holweck (1971) van de Société Française de Physique

In 1989 werd in zijn geboorteland Hongarije de International Dennis Gabor Award in het leven geroepen door de NOVOFER Foundation van de Hongaarse Academie van Wetenschappen. Deze prijs wordt uitgereikt om jonge excellente wetenschappers onder de 35-jaar te belonen voor baanbrekend onderzoek in de natuurkunde en toegepaste technologie.

## Publicaties
- The Electron Microscope (1934)
- Inventing the Future (1963). Nederlands: Blauwdruk van de toekomst, 1964
- Innovations: Scientific, Technological, and Social (1970)
- The Mature Society (1972). Nederlands: De volwassen maatschappij, 1972
- Proper Propertities of Science and Technology (1972)
- Beyond the Age of Waste: A Report to the Club of Rome (1979, met U. Colombo, A. King en R. Galli)